# 埃蒂瓦勒莱勒芒
埃蒂瓦勒莱勒芒（法語：Étival-lès-le-Mans，法語發音：[etival lɛ lə mɑ̃]，意为“勒芒附近的埃蒂瓦勒”）是法国萨尔特省的一个市镇，属于拉弗莱什区。

## 地理
埃蒂瓦勒莱勒芒（47°57'23"N, 0°5'22"E）面积10.34 平方千米，位于法国卢瓦尔河地区大区萨尔特省，该省份为法国西北部内陆省份，北起顺时针与奥恩省、厄尔-卢瓦省、卢瓦-谢尔省、安德尔-卢瓦尔省、曼恩-卢瓦尔省和马耶讷省接壤，是法国大西部的入口，连接卢瓦尔河谷、布列塔尼和巴黎盆地。
与埃蒂瓦勒莱勒芒接壤的市镇（或旧市镇、城区）包括：普吕耶勒谢蒂夫、苏利涅-弗拉塞、瓦夫尔莱勒芒、阿洛讷、卢普朗德、圣乔治迪布瓦。

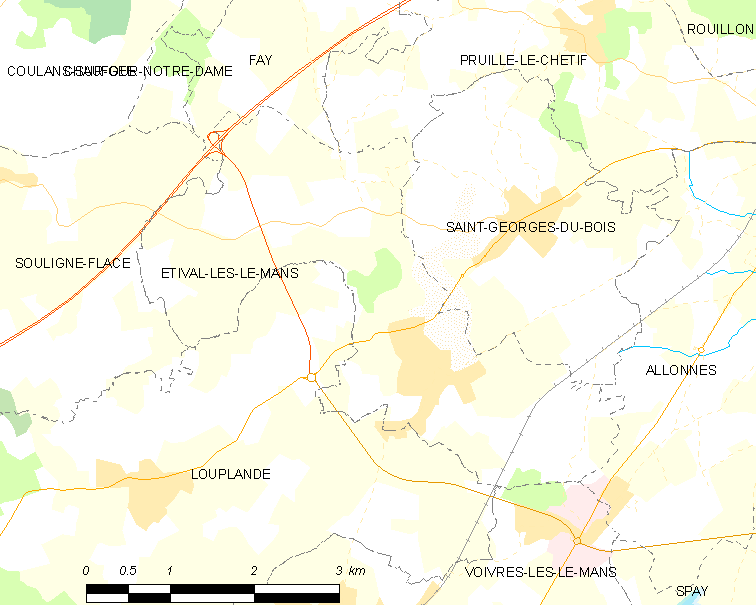
埃蒂瓦勒莱勒芒的OSM定位图

埃蒂瓦勒莱勒芒的时区为UTC+01:00、UTC+02:00（夏令时）。

## 行政
埃蒂瓦勒莱勒芒的邮政编码为72700，INSEE市镇编码为72127。

## 政治
埃蒂瓦勒莱勒芒所属的省级选区为萨尔特河畔拉叙兹县。

## 人口

1962-2008年间埃蒂瓦勒莱勒芒人口变化图示

埃蒂瓦勒莱勒芒于2022年1月1日时的人口数量为1852人。